# Літовченко Сергій Сергійович

### Не варто плутати з іншим футболістом, що виступав за«Волинь»і«Геліос»—Літовченко Сергій Вікторович
Сергі́й Сергі́йович Літо́вченко (нар. 4 жовтня 1987, Харків, УРСР, СРСР) — український футболіст, воротар казахстанського клубу «Мактаарал».

## Життєпис
Вихованець харківського «Арсенала». 24 вересня 2005 року дебютував у другій лізі виступами за «Арсенал», у складі якого провів два повноцінні сезони, після чого в липні 2007 року на правах оренди перейшов в інший харківський клуб «Газовик-ХГВ», у якому виступав до кінця року, після чого повернувся в «Арсенал».
З літа 2009 року захищав кольори «Фенікса-Іллічовця», у якому виступав аж до моменту розформування клубу на початку 2011 року.
У лютому 2011 року на правах вільного агента підписав контракт із прем'єрліговою «Волинню», проте став виступати лише за молодіжну команду і в лютому 2012 року був відданий до кінця сезону в оренду до «Нафтовика-Укрнафти», де швидко став основним голкіпером.
Улітку 2012 року повернувся до «Волині», де став дублером Максима Старцева, і 6 серпня 2012 року Максим у матчі чемпіонату з донецьким «Шахтарем» зазнав травму і в перерві був замінений на Літовченка, який завдяки цьому дебютував у матчах Прем'єр-ліги. Усього в сезоні 2012/13 виходив на поле у складі «Волині» 15 раз (14 у чемпіонаті України й 1 раз в 1/16 фіналу Кубку України в матчі проти черкаського «Славутича»).
З наступного сезону 2013/14 програв конкуренцію Віталієві Недільку й Артемові Кичаку, зігравши лише в 4 матчах чемпіонату. А в наступному сезоні взагалі лише вийшов на одну кубкову гру проти дніпропетровського «Дніпра» і пропустив 4 голи (0:4).
У січні 2015 року за обопільною згодою покинув «Волинь» через недостатню ігрову практику й незабаром став гравцем першолігового «Геліоса» (Харків). У новій команді став основним гравцем, зігравши до кінця сезону 11 матчів, у яких пропустив 5 голів, після чого покинув клуб.
У липні 2015 року став гравцем прем'єрлігового донецького «Олімпіка». За нову команду дебютував 25 липня у другому турі чемпіонату проти київського «Динамо», у якому пропустив два голи (0:2).
У серпні 2016 року перейшов до складу грузинського клубу «Зугдіді», а вже наприкінці того ж року приєднався до лав «Динамо» (Тбілісі).
11 липня 2018 року ЗМІ оголосили, що Сергій Літовченко став новачком одеського «Чорноморця». Починаючи з восьмого туру чемпіонату України 2018/19 гравець став основним капітаном одеської команди. Після закінчення сезону 2018/19 Літовченко покинув «Чорноморець».
Влітку 2019 року повернувся до тбіліського «Динамо», з яким того ж року став чемпіоном Грузії. Покинув команду в січні 2020 року не зігравши жодного матчу і незабаром повернувся у «Волинь» (Луцьк), проте ще до кінця року встиг пограти у клубі «Львів».
У 2021 році грав за казахстанський клуб «Акжайик». З 2022 року — гравець казахстанського клубу «Мактаарал».

## Титули і досягнення
- Чемпіон Грузії: 2019

## Діагноз та Лікування
5 квітня 2023 го року у  Сергія Литовченка виявлено рак, тому потрібні хіміотерапія, дорогі препарати на лікування, що дуже складно потягнути його сім'ї. Тому я вас дуже прошу допомогти будь-яким способом. Про це у своєму акаунті в Instagram повідомив тренер Микита Чорних.
Колишній лікар львівського «Руху» Дмитро Бабелюк уточнив характер хвороби Сергія: «У Литовченка діагностовано лімфому Ходжкіна — це злоякісна пухлина лімфатичної системи. Як правило, на перших етапах вона проявляється збільшенням лімфатичних вузлів в ділянці шиї, паху чи пахв. На другій стадії та подальших етапах хвороби пухлина уражає лімфатичні вузли в інших ділянках і навіть органах.
Хороша новина в тому, що це захворювання добре піддається лікуванню, особливо на перших стадіях. За умов якісної хіміо- та радіотерапії в комплексі з відповідними препаратами захворювання можна перевести у стадію стійкої ремісії».